# 498
El 498 (CDXCVIII) fou un any comú començat en dijous del calendari julià.

## Esdeveniments
- L'Imperi Romà d'Orient adopta el sistema numèric i monetari grec.
- Cobades I, amb el suport dels huns entra a Ctesifont i va recupera el tron de l'Imperi Sassànida, deposant Zamasp.[1]